# Chief of Hearts
«Chief of Hearts» (с англ. — «Начальник сердца») — восемнадцатый эпизод двадцать первого сезона мультсериала «Симпсоны», премьера которого состоялась 18 апреля 2010 года на телеканале FOX.

## Сюжет
В начале эпизода Гомер из-за случайного переполоха в банке приговаривается к сточасовым общественным работам. Отрабатывая их, Симпсон угощает шефа Виггама сэндвичами, тем самым завоёвывая его сердце. Гомер Симпсон и Клэнси Виггам становятся лучшими друзьями и всё время проводят вместе. Шеф берёт своего нового друга повсюду, возит его на полицейской машине, кормит в полицейской столовой и разрешает подправить информацию в полицейской картотеке. На одном из вооружённых ограблений в Симпсона стреляют, но Виггам спасает ему жизнь, подставившись под пули. Гомер решает ухаживать за ним в больнице.
Тем временем на дне рождения у одного из детей Барт узнаёт о новой игре и увлекается ей. Поведение мальчика кажется странным директору Скиннеру, не знавшему об увлечении мальчика. Скиннер приходит к выводу, что Барт заключает сделки с наркоторговцами. Директор делится подозрениями с миссис Симпсон. Мардж начинает следить за сыном и во всём видит подтверждения своих опасений. Барт, раньше считавший, что Мардж считает игру милой, приходит в ужас и решает смыть её в унитаз, что приводит к наводнению.

## Производство

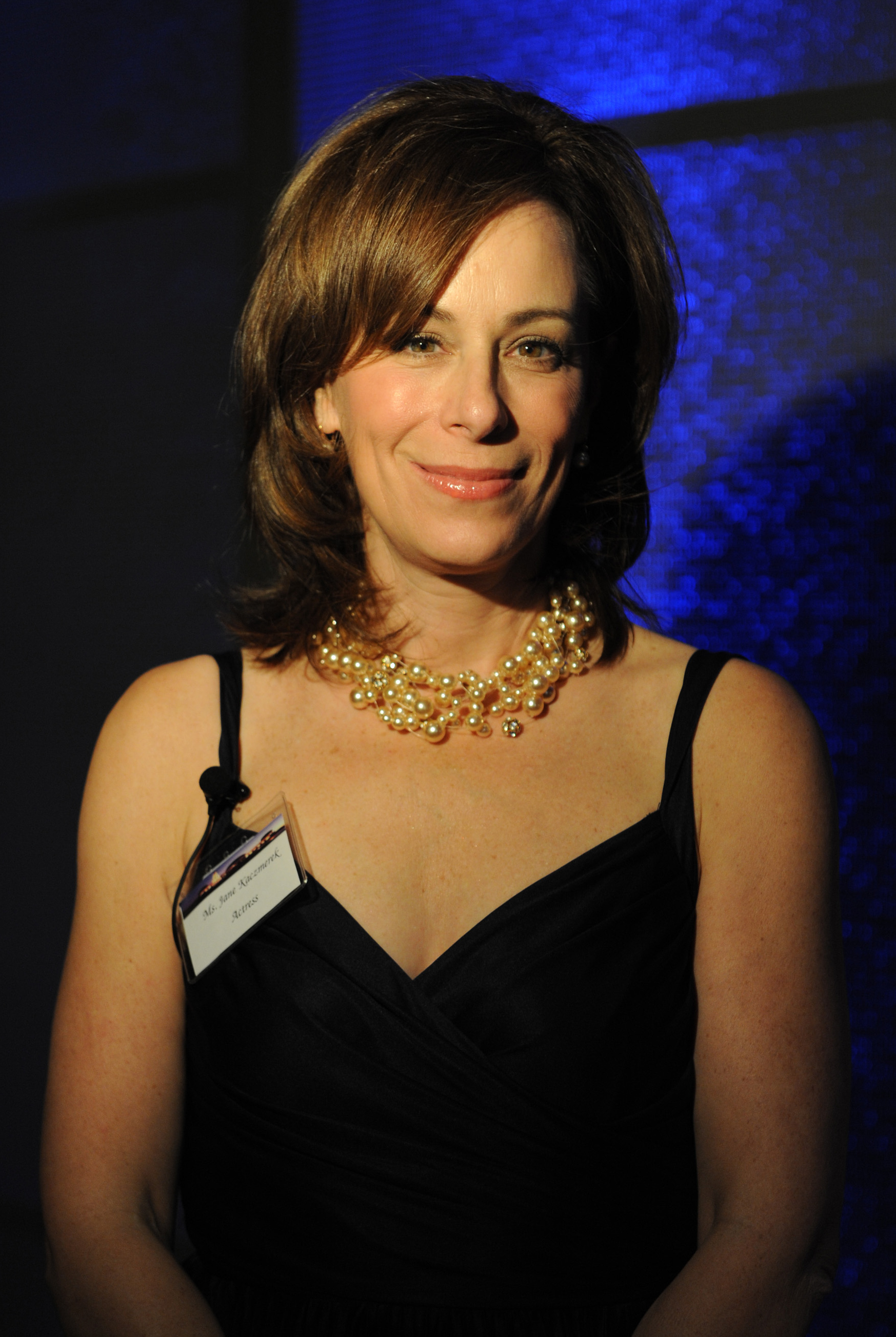
Джейн Качмарек, озвучившая роль Судьи Констанции Харм.

Сценаристами эпизода выступили Кэролин Омайн и Уильям Райт, режиссёром — Крис Клементс. Для озвучивания Судьи Констанции Харм была приглашена Джейн Качмарек, а для озвучивания Жирного Тони — Джо Мантенья; также на производстве присутствовала Морис Ламарш. В конце эпизода появляется Сайдшоу Боб в качестве камео.

## Отсылки
Во время просмотра эпизода можно заметить сцену из «Старски и Хатч». Также в эпизоде показывается Эдвард Г. Робинсон. Сюжетная линия Барта соответствует серии «Южного Парка» — «Чинпокомону» — и ситкому «Трое — это компания». Игра, в которую играет Барт с друзьями, является пародией на игру «Бакуган».

## Критика
Эпизод просмотрели 5,93 миллиона человек, рейтинг Нильсена — 2,7. После выпуска серии «Симпсоны» упали с 4 позиции в рейтинге, которую они занимали после выпуска «American History X-cellent», на 24 место.
Эпизод получил смешанные и положительные отзывы критиков. В числе положительных отзывов находится рецензия Роберта Каннинга из IGN, оценившего эпизод в 8 баллов из 10 и прокомментировавшего его так: «В „Chief of Hearts“ было много такого, чем можно наслаждаться. Дружба Гомера и Виггама не была особо избита в предыдущих сериях, так что перемещение их в центр событий приносит некоторую свежесть эпизоду. Сам сюжет, может, и нет, но дружба точно работает». Он также отметил, что «Бартовский сюжет с „Battle Balls“ также был очень весёлым, несмотря на то, что в нём нет абсолютно ничего особенного». Тодд ван дер Верф из The A.V. Club дал эпизоду оценку B-, раскритиковав типично слабую развязку («концовки эпизодов „Симпсонов“, даже очень хороших, как правило, являются их слабыми местами. У этого правила нет исключений»), но отметив, что попытка разбавить шоу чем-то новым не может не радовать.
Одним из смешанных отзывов является рецензия от TVFanatic.com, оценивающая эпизод в 2,5 балла из 5 со словами: «Тот факт, что эпизод „Симпсонов“, рассказывающий о дружбе Гомера и Клэнси, может быть настолько бездарным, шокирует. И если основная история ещё недостаточно разочаровывает, то побочный сюжет о том, как Барт пристрастился к „Battle Balls“, вообще едва ли заслуживает внимания». Ариэль Понивезер из Firefox News дала эпизоду оценку C+, отметив: «самая большая неудача эпизода — это то, что он только отчасти смешной. Здесь есть несколько смешных строчек, но нет ничего особого или запоминающегося». Часть с Бартом она назвала «провальной». Джейсон Хьюз из TV Squad пишет: «История о том, как Гомер Симпсон и Клэнси Виггам становятся лучшими друзьями навсегда, должна была стать золотой жилой комедии; вместо этого, этот эпизод „Симпсонов“ оказался колоссально скучным. Кажется, что всё весёлое, что могло произойти со Спрингфилдской полицией ... уже было нарисовано. Они даже не выходили за пончиками!».